# Королевская академия наук и искусств Нидерландов
Королевская академия наук и искусств Нидерландов, или Триппенхёйс (нидерл. Koninklijke Nederlandse Akademie van Wetenschappen, KNAW; Trippenhuis) — академическая организация в Амстердаме, призванная развивать науку и литературу в Нидерландах. В 1990 году Дворец Триппенхёйс, в котором располагается академия, включён в список 100 объектов голландского исторического наследия.

## История и архитектура
На берегу канала Кловенирсбургвал (Kloveniersburgwal, 29) в Амстердаме, напротив здания Ост-Индской компании, в 1660—1662 годах по проекту архитектора Юстуса Вингбонса построено большое четырёхэтажное здание: Дворец Триппенхёйс (Trippenhuis) для семьи богатых нидерландских оружейников. За фасадом шириной в семь оконных проемов скрываются два отдельных дома. Они предназначались для двух братьев: Луи и Хендрика Трипп. Это самый широкий фасад XVII века в Амстердаме, в то время знали толк в роскоши, недаром он был прозван «Золотым». Пилястры коринфского «большого ордера», охватывающие высоту фасада в три этажа, соотносят эту композицию с палладианской традицией.
В 1812 году одно из строений Триппенхёйса занял Королевский институт наук, литературы и изящных искусств (нидерл. Koninklijk Instituut van Wetenschappen, Letterkunde en Schoone Kunsten), основанный 4 мая 1808 года королём Голландии Луи Бонапартом. Вторая половина здания до 1815 года принадлежала богатому владельцу картинной галереи Корнелиусу Роосу. После объединения Нидерландов под властью короля Вильгельма I всё здание Триппенхёйс было отдано Королевскому институту, и в бывших комнатах Рооса разместился небольшой музей. Знаменитая картина «Ночной дозор» Рембрандта находилась здесь вплоть до переезда в Рейксмюсеум в 1885 году.
С 1851 года институт именуется Академией. В 1887 году Триппенхёйс стал главным зданием Академии, в состав которой входили по французскому образцу четыре подразделения, созданные ещё при Бонапарте: Отделение математики и физики, Отделение литературы и истории, Отделение классической литературы и философии и Отделение искусств. После ряда реорганизаций учреждение стало называться в 1938 году Нидерландской королевской академией наук, а после Второй мировой войны — просто Нидерландской академией наук. Среди иностранных членов Академии были такие выдающиеся советские учёные, как А. Н. Колмогоров, А. Н. Фрумкин и П. Л. Капица.
Академия оказывает правительству консультации по вопросам науки, ведёт экспертную деятельность, координирует рецензирование научных статей, проведение научных конференций и форумов; под её началом действуют профильные научные институты. Академия присуждает ряд престижных наград, в том числе медаль Лоренца для физиков, медаль Левенгука в области микробиологии, медаль Брауэра по математике, премию Бейеринка по вирусологии и премии Хейнекена по широкому набору наук и искусств.
Члены Академии (около 200 членов моложе 65 лет) избираются пожизненно путём кооптации; принимаются номинации от лиц и организаций вне Академии. В 65 лет академик должен выйти в отставку. Имеются члены-корреспонденты и заграничные члены Академии. Имеется два отделения — точных наук и гуманитарных и общественных наук.
Президентом с мая 2008 года являлся математический физик Роберт Дейкграф. В инаугурационной речи он высказал обеспокоенность низким уровнем финансирования науки в Нидерландах по сравнению с большинством западноевропейских стран. С 2018 г. президентом является Вим ван Саарлоос.